# Jorinde (Paul Heyse)

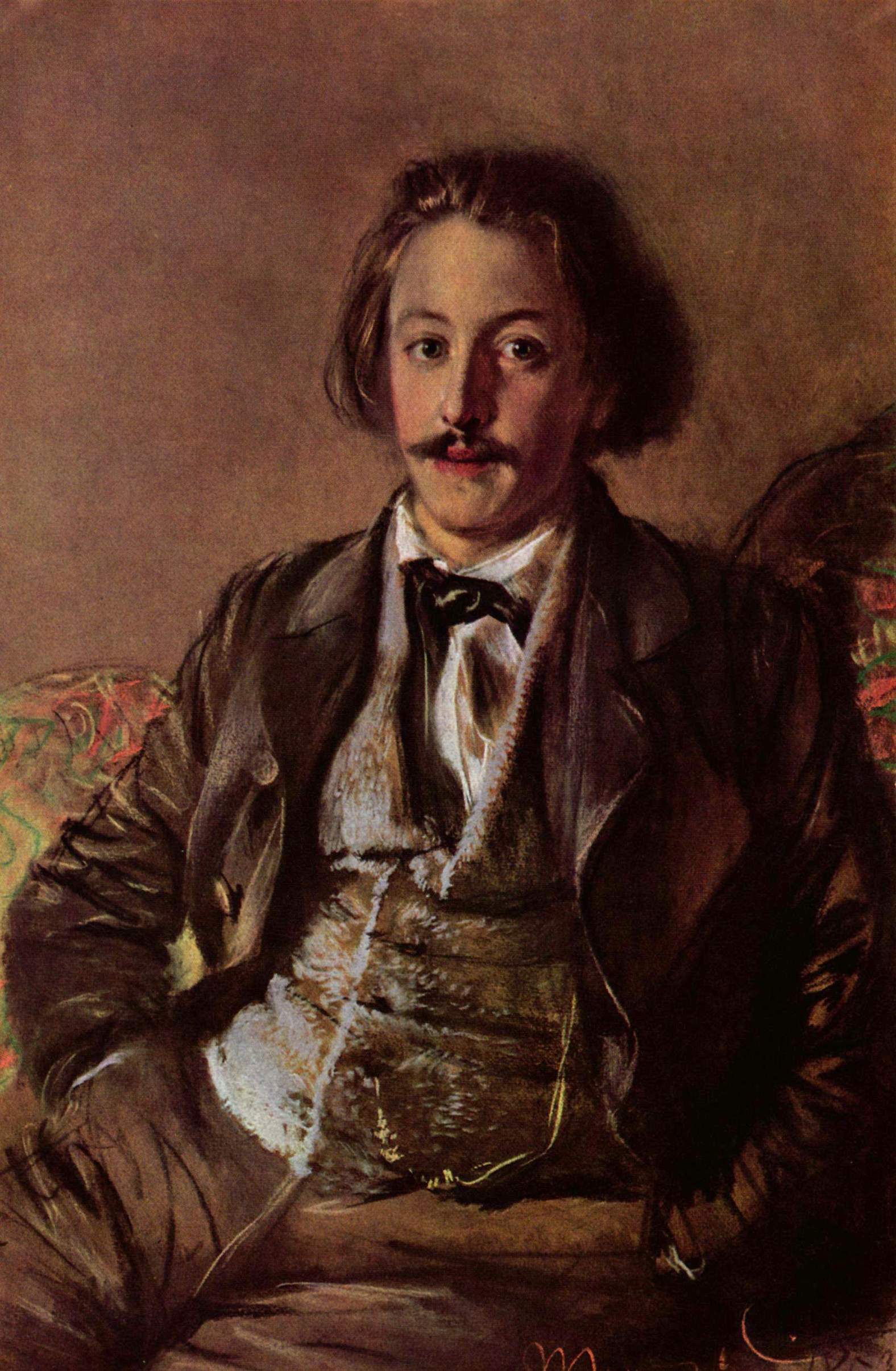
Paul Heyse auf einem Gemälde von Adolph Menzel anno 1853

Jorinde ist eine Novelle des deutschen Nobelpreisträgers für Literatur Paul Heyse aus dem Jahr 1875.
Jorinde rächt sich an ihrem Onkel, dem Oberst Haslach und seinen Söhnen Georg und Walter, für das Unrecht, das ihrer verstorbenen Mutter Franziska Bauer aus Freiburg zu deren Lebzeiten durch die Haslachs widerfuhr.

## Inhalt
Mademoiselle Jorinde la Haine – verarmtes Kind deutscher Eltern, aus Frankreich angereist – bezieht zum Erstaunen der Augsburger vor den Toren der Stadt ein seit langem unbewohntes verfallendes Häuschen inmitten eines verwilderten Gartens.  Junge Augsburger Herren umschwirren wie Motten den hoch ummauerten Garten der schönen Jorinde. Keiner wird durch das gewöhnlich verschlossene, schwere eiserne Gittertor eingelassen.
Erstes Opfer der fremden Hexe, wie Jorinde bald von den Augsburgern genannt wird, ist ein junger Geschäftsmann, der um die 30-jährige Augsburger Firmeninhaber Georg Haslach. Jorinde weist den in sie Verliebten mit kaltem Lachen ab: Lieber nähme sie jenen lahmen Bettler zum Manne, der sich täglich am Gittertor seinen Kreuzer abhole. Herr Georg Haslach übersteigt des Nachts die Gartenmauer und wird am nächsten Morgen vergiftet auf der Schwelle von Jorindes Behausung aufgefunden. Gern hätten es die jungen, heiratsfähigen Augsburgerinnen gehabt, wenn die Hexe dafür aus der Stadt verwiesen worden wäre. Leider ergibt ein Verhör und eine Untersuchung, vom Augsburger Justizamt angestrengt, die völlige Schuldlosigkeit Jorindes. Die schöne Mademoiselle darf bleiben.
Der Vater des Toten, in der Linzer Garnison Oberst in österreichischen Diensten, reist zusammen mit seinem Sohn Kapitän Walter Haslach, zur Beerdigung an. Walter Haslach verliebt sich – sehr zum Befremden des Vaters – noch in der Trauerwoche in die schöne Jorinde. Der Glückliche darf als erster Mann überhaupt die Schwelle des Häuschens überschreiten.
Als Walter sich mit Jorinde verlobt hat, sucht der Oberst die Braut auf. Jorinde schenkt dem Besucher reinen Wein ein: Ihren Namen Jorinde la Haine hat sie erfunden. Die Mutter Franziska Bauer war in das Haus der Eltern des Obersts als Magd eingetreten. Jorinde ist ein Kind aus der heimlichen Ehe mit dem Bruder des Obersts. Die Ehe war auf Betreiben des Obersts aufgelöst und die Mutter mit Geld abgefunden worden. Im Grenobler Exil hatte die Mutter Demütigungen erdulden müssen, das Geld bei einem Bankrott verloren und war – durch einen Fenstersturz verkrüppelt – schließlich verstorben. Jorindes Vater hatte ein zweites Mal geheiratet. Aus der Ehe waren bis zu seinem Tode keine weiteren Kinder hervorgegangen.
Walter will an Jorinde gutmachen, was ein Haslach, also sein Onkel, an der Mutter, also an  Franziska Bauer, verbrochen hat. Walter will mit seiner Braut Augsburg verlassen. Als er des Nachts Jorinde wie vereinbart abholen will, hält er seinen Vater – der die bevorstehende Ehe seines Sohnes verhindern möchte – an der Wand des Häuschen im Finstern versehentlich für einen der ungezählten Augsburger Nebenbuhler und ersticht ihn mit dem Degen.
Zwei Tage darauf wird Walter nicht weit von Jorindes Anwesen entfernt mit zerschmettertem Schädel im Gebüsch gefunden. Seine Pistole liegt neben ihm. Jorinde, die vermutlich geflüchtet ist, ward nie mehr gesehn.

## Rezeption
- 1998: Sprengel vergleicht den Text mit Jorinde und Joringel der Brüder Grimm. Der verwunschene Garten nehme das Flair aus Fontanes Cécile vorweg.[1]

### Ausgaben
- Jorinde S. 146–184 in: Paul Heyse: Andrea Delfin und andere Novellen. bb-Reihe Nr. 167. 213 Seiten. Aufbau-Verlag, Berlin 1966 (1. Aufl.) – Verwendete Ausgabe

### Sekundärliteratur
- Peter Sprengel: Geschichte der deutschsprachigen Literatur 1870–1900. Von der Reichsgründung bis zur Jahrhundertwende. München 1998, ISBN 3-406-44104-1